# Metaleptyphantes subclavator
Espèce
Metaleptyphantes subclavator est une espèce d'araignées aranéomorphes de la famille des Linyphiidae.

## Distribution
Cette espèce est endémique d'Éthiopie. Elle se rencontre vers Addis-Abeba et Ginichi.

## Description
Le mâle paratype mesure 1,63 mm et la femelle paratype 1,68 mm.

## Systématique et taxinomie
Cette espèce a été décrite par Tanasevitch en 2025.

## Publication originale
- Tanasevitch, 2025 : « Survey of the Ethiopian linyphiid spider fauna. II. Subfamily Micronetinae Hull, 1920 (Arachnida: Araneae: Linyphiidae). » European Journal of Taxonomy, vol. 976, p. 255-282 (texte intégral).